# Secciones cónicas confocales

Pinceles de elipses (azul) e hipérbolas (rojo) confocales

En geometría, dos secciones cónicas se denominan confocales si tienen los mismos focos.
Debido a que elipses e hipérbolas tienen dos focos, existen elipses confocales, hipérbolas confocales y mezclas confocales de elipses e hipérbolas. En la mezcla de elipses confocales e hipérbolas confocales, cualquier elipse interseca cualquier hipérbola ortogonalmente (es decir, según ángulos rectos).
Las parábolas tienen un solo foco, por lo que, por convención, las parábolas confocales tienen el mismo foco y el mismo eje de simetría. En consecuencia, cualquier punto que no esté en el eje de simetría se encuentra en dos parábolas confocales que se cruzan ortogonalmente (véase la sección Parábolas confocales más adelante).
Una circunferencia es una elipse con ambos focos coincidiendo en el centro. Las circunferencias que comparten el mismo foco se llaman concéntricas y cortan ortogonalmente a cualquier línea recta que pase por ese centro.
La extensión formal de la idea de cónicas confocales a las superficies conduce al concepto de las cuádricas confocales.

## Elipses e hipérbolas confocales
En la geometría del plano, cualquier hipérbola o elipse (no circular) tiene dos focos, y cualquier par de puntos distintos {\displaystyle F_{1},\,F_{2}} y cualquier tercer punto {\displaystyle P} que no esté en la recta que los conecta determina de forma única una elipse y una hipérbola, con focos compartidos {\displaystyle F_{1},\,F_{2}} y que se cruzan ortogonalmente en el punto {\displaystyle P} (véase elipse e hipérbola).
Los focos {\displaystyle F_{1},\,F_{2}} determinan así dos pinceles de elipses e hipérbolas confocales.
Por el teorema del eje principal, el plano admite un sistema de coordenadas cartesianas con su origen en el punto medio entre los focos y sus ejes alineados con los ejes de las elipses e hipérbolas confocales. Si {\displaystyle c} es la excentricidad (la mitad de la distancia entre {\displaystyle F_{1}} y {\displaystyle F_{2}}), entonces en este sistema de coordenadas {\displaystyle F_{1}=(c,0),\;F_{2}=(-c,0).}

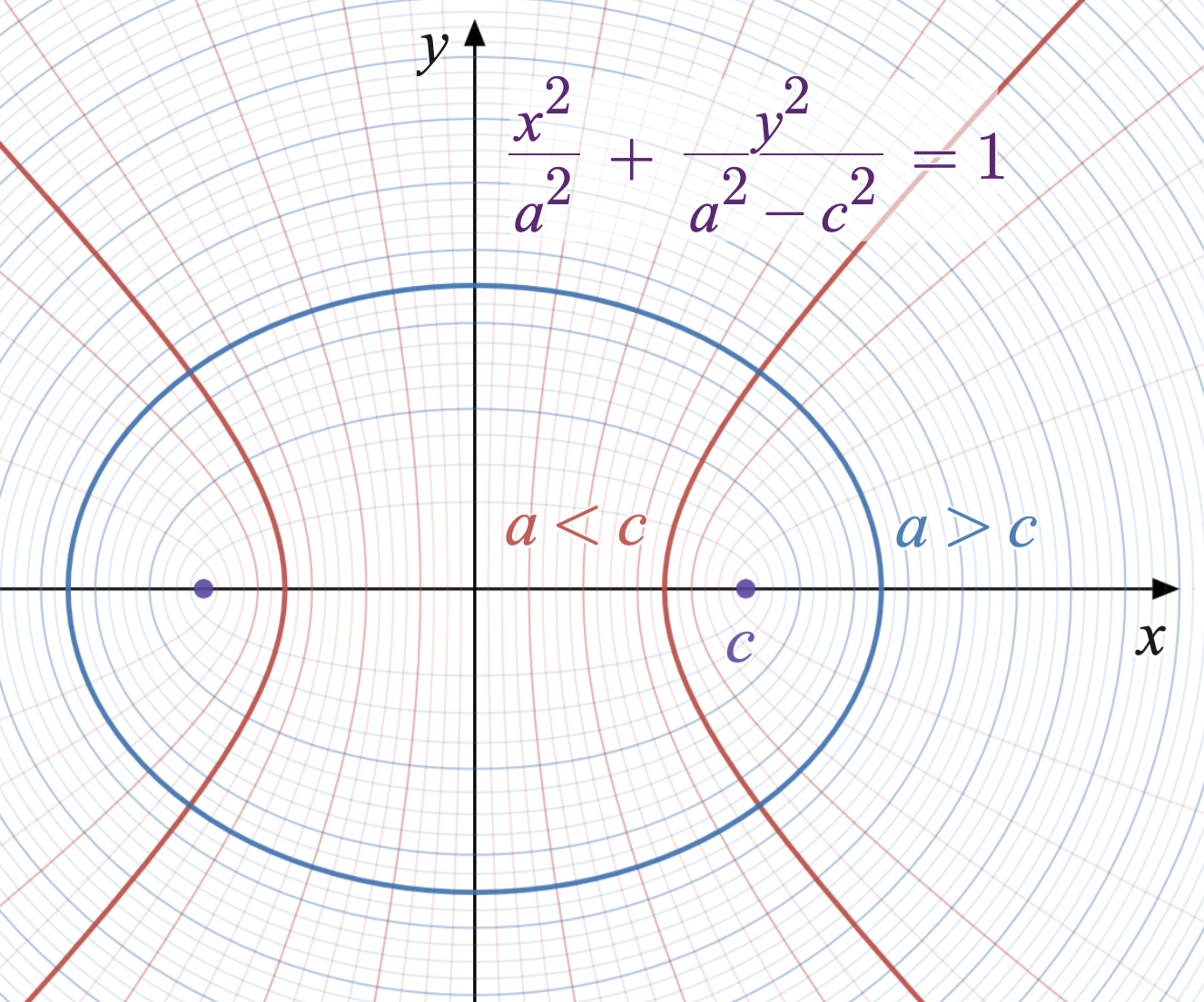
Un pincel de elipses e hipérbolas confocales se especifica mediante la elección de la excentricidad lineal c (la coordenada x de un foco) y puede parametrizarse mediante el semieje mayor a (la coordenada x de la intersección de una cónica específica en el pincel y el eje x). Cuando 0 < a < c la cónica es una hipérbola; cuando c < a la cónica es una elipse

Cada elipse o hipérbola del pincel es el lugar geométrico de los puntos que satisfacen la ecuación
{\displaystyle {\frac {x^{2}}{a^{2}}}+{\frac {y^{2}}{a^{2}-c^{2}}}=1}
con la longitud del semieje mayor {\displaystyle a} como parámetro. Si el semieje mayor es menor que la excentricidad ({\displaystyle 0<a<c}), la ecuación define una hipérbola, mientras que si el semieje mayor es mayor que la excentricidad ({\displaystyle a>c}), entonces define una elipse.
Otra representación común especifica un pincel de elipses e hipérbolas confocales con una elipse dada de semieje mayor {\displaystyle a} y semieje menor {\displaystyle b} (de modo que {\displaystyle 0<b<a}), de manera que cada cónica se genera mediante la elección del parámetro {\displaystyle \lambda \colon } en la ecuación
{\displaystyle {\frac {x^{2}}{a^{2}-\lambda }}+{\frac {y^{2}}{b^{2}-\lambda }}=1,}
Si {\displaystyle -\infty <\lambda <b^{2},} la cónica es una elipse. Si {\displaystyle b^{2}<\lambda <a^{2},} la cónica es una "hipérbola". Para {\displaystyle a^{2}<\lambda } no hay soluciones. Los focos comunes de cada cónica del pincel son los puntos {\textstyle {\bigl (}{\pm }{\sqrt {a^{2}-b^{2}}},0{\bigr )}.}. Esta representación se generaliza naturalmente a dimensiones superiores (véase cuádricas confocales).

### Curvas límite
A medida que el parámetro {\displaystyle \lambda } se acerca al valor {\displaystyle b^{2}} por abajo, el límite del pincel de las elipses confocales degenera hacia el segmento rectilíneo que une los focos situados sobre el eje x (una elipse infinitamente plana). A medida que {\displaystyle \lambda } se acerca a {\displaystyle b^{2}} por arriba, el límite del pincel de hipérbolas confocales degenera al compemento relativo de ese segmento rectilíneo con respecto al eje x; es decir, a los dos rayos con puntos finales en los focos apuntando hacia afuera en el eje x (una hipérbola infinitamente plana). Estas dos curvas límite tienen los dos focos en común.
Esta propiedad aparece de manera análoga en el caso tridimensional, lo que lleva a la definición de las curvas focales de las cuádricas confocales (véase cuádricas confocales a continuación).

### Sistema ortogonal doble

Demostración visual de que las elipses e hipérbolas confocales se cruzan ortogonalmente, porque cada una tiene una propiedad de reflexión

Considerando los pinceles de elipses e hipérbolas confocales (véase el diagrama principal), se obtienen las propiedades geométricas de la normal y de la tangente en un punto (en un punto de corte cualquiera, la normal a la elipse y la tangente a la hipérbola bisecan el ángulo formado por las líneas rectas que conectan el punto y los dos focos). Cualquier elipse del pincel interseca ortogonalmente a cualquier hipérbola (véase el diagrama).
Esta disposición, en la que cada curva en un pincel de curvas que no se cruzan interseca ortogonalmente cada curva del otro pincel de curvas que no se cruzan, a veces se denomina retículo ortogonal. El retículo ortogonal de elipses e hipérbolas es la base del sistema de coordenadas elípticas.

## Parábolas confocales

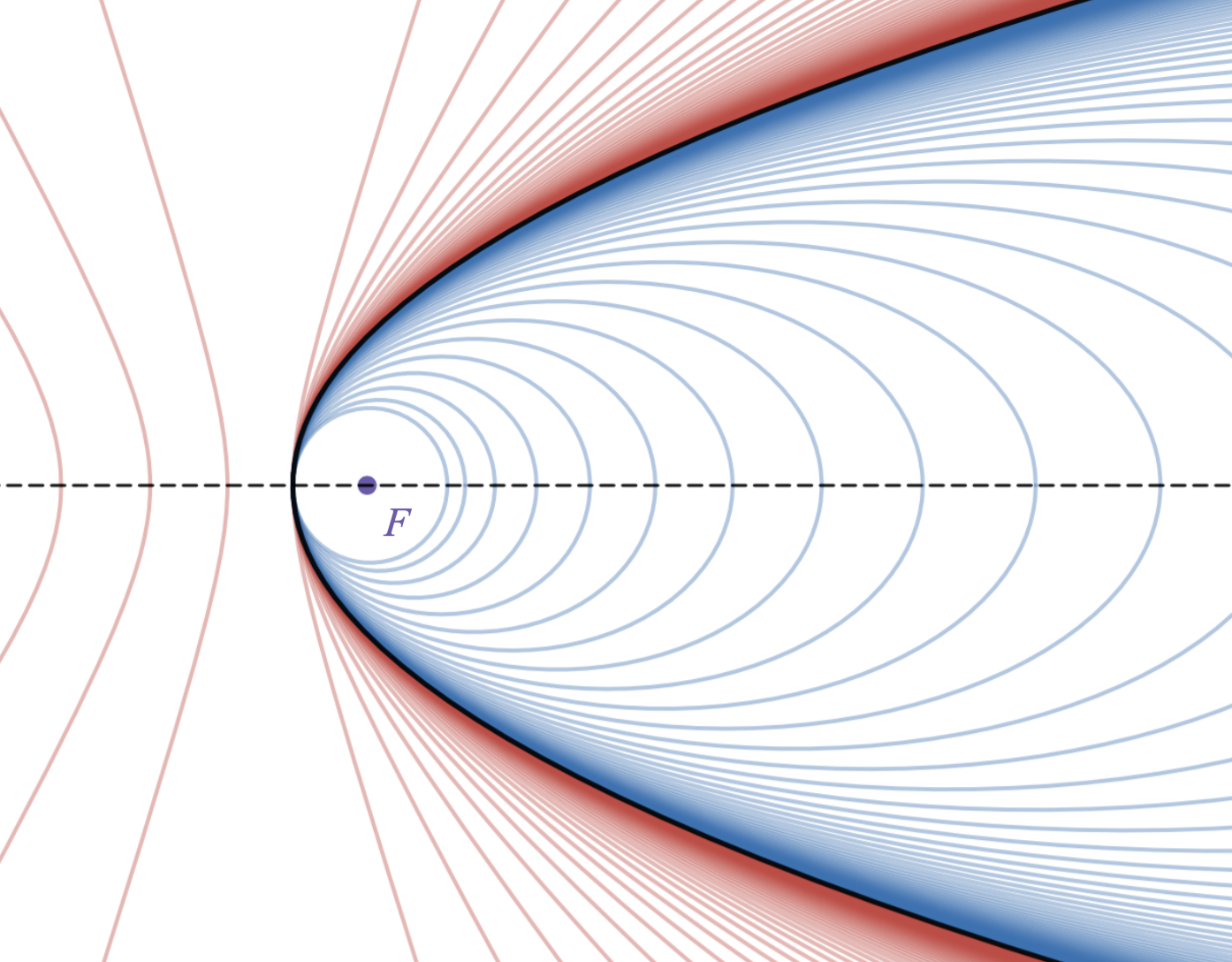
Una parábola es la curva límite de un pincel de elipses con un vértice común y un foco común, cuando el otro foco se mueve hacia el infinito a la derecha, y también la curva límite de un pincel de hipérbolas con un vértice común y un foco común, cuando el otro foco se mueve hacia el infinito a la izquierda

Una parábola tiene un solo foco, y puede considerarse como la curva límite de un conjunto de elipses (o de un conjunto de hipérbolas), donde un foco y un vértice se mantienen fijos, mientras que el segundo foco se halla en el infinito. Si esta transformación se realiza en cada cónica en una retícula ortogonal de elipses e hipérbolas confocales, el límite es una red ortogonal de parábolas confocales orientadas en direcciones opuestas.
Cada parábola con foco en el origen y el eje x como eje de simetría es el lugar geométrico de los puntos que satisfacen la ecuación
{\displaystyle y^{2}=2xp+p^{2},}
para algún valor del parámetro {\displaystyle p,} donde {\displaystyle |p|} es el semilato recto. Si {\displaystyle p>0}, entonces la parábola se abre hacia la derecha, y si {\displaystyle p<0} la parábola se abre hacia la izquierda. El punto {\displaystyle {\bigl (}{-}{\tfrac {1}{2}}p,0{\bigr )}} es el vértice de la parábola.

Pincel de parábolas confocales

A partir de la definición de la parábola, se deduce que para cualquier punto {\displaystyle P} que no esté en el eje x, existe una parábola única con foco en el origen que se abre hacia la derecha y una parábola única con foco en el origen que se abre hacia la izquierda, que se cruzan ortogonalmente en el punto {\displaystyle P}. Las parábolas son ortogonales por una razón análoga a las elipses e hipérbolas confocales: las parábolas tienen una propiedad reflectante.
De manera análoga a las elipses e hipérbolas confocales, el plano puede estar cubierto por una retícula ortogonal de parábolas, que puede usarse como un sistema de coordenadas parabólicas.
La retícula de parábolas confocales puede considerarse como la imagen de una retícula de rectas paralelas a los ejes de coordenadas y contenidas en la mitad derecha del plano complejo mediante la transformación conforme {\displaystyle w=z^{2}} (véanse los enlaces externos).

## Circunferencias concéntricos y rectas que se cruzan
Una circunferencia es una elipse con dos focos coincidentes. El límite de las hipérbolas cuando se juntan los focos es una cónica degenerada: un par de rectas que se cruzan.
Si se transforma una red ortogonal de elipses e hipérbolas juntando los dos focos, el resultado es una red ortogonal de circunferencias concéntricas y de rectas que pasan por el centro de las circunferencias, que son la base de las coordenadas polares.
El límite de un pincel de elipses que comparten el mismo centro y ejes y que pasan por un punto dado degenera en un par de rectas paralelas al eje mayor cuando los dos focos se mueven hacia el infinito en direcciones opuestas. Asimismo, el límite de un pincel análogo de hipérbolas degenera en un par de rectas perpendiculares al eje mayor. Así, una cuadrícula rectangular formada por pinceles ortogonales de rectas paralelas es una especie de retícula de cónicas confocales degeneradas. Esta red ortogonal es la base del sistema de coordenadas cartesiano.

## Teorema de Graves

Construcción de elipses confocales

En 1850, el obispo irlandés Charles Graves demostró y publicó el siguiente método para la construcción de elipses confocales con ayuda de una cuerda:
Si se rodea una elipse dada E con una cuerda cerrada, que es más larga que la circunferencia de la elipse dada, y se dibuja una curva similar a la construcción del jardinero de una elipse (véase el diagrama), entonces se obtiene una elipse, que es confocal a E.
La demostración de este teorema utiliza integrales elípticas y está contenida en el libro de Klein.
Otto Staude extendió este método a la construcción de elipsoides confocales (véase el libro de Klein).
Si la elipse E colapsa en un segmento rectilíneo {\displaystyle F_{1}F_{2}}, se obtiene una ligera variación del método del jardinero dibujando una elipse con focos {\displaystyle F_{1},F_{2}}.

## Cuádricas confocales

Cuádricas confocales:
(red), (azul), (magenta)

Tipos según el valor de

Dos superficies cuádricas son confocales si comparten los mismos ejes y si sus intersecciones con cada plano de simetría son cónicas confocales. De manera análoga a las cónicas, los pinceles de cuádricas confocales no degeneradas son de dos tipos: elipsoides, hiperboloides de una hoja e hiperboloides de dos hojas; y paraboloides elípticos, paraboloides hiperbólicos y paraboloides elípticos que se abren en la dirección opuesta.
Un elipsoide triaxial con semiejes {\displaystyle a,b,c} donde {\displaystyle a>b>c>0,} determina un pincel de cuádricas confocales. Cada cuádrica, generada por un parámetro {\displaystyle \lambda ,}, es el lugar geométrico de los puntos que satisfacen la ecuación:
{\displaystyle {\frac {x^{2}}{a^{2}-\lambda }}+{\frac {y^{2}}{b^{2}-\lambda }}+{\frac {z^{2}}{c^{2}-\lambda }}=1.}
Si se verifica que {\displaystyle \lambda <c^{2}}, la cuádrica es un elipsoide; si {\displaystyle c^{2}<\lambda <b^{2}} (en el diagrama: azul), es un hiperboloide de una hoja; y si {\displaystyle b^{2}<\lambda <a^{2}} es un hiperboloide de dos hojas. Para {\displaystyle a^{2}<\lambda } no hay soluciones.

### Curvas focales

Cónicas focales (elipse, hipérbola, negro)

Superficies límite para {\displaystyle \lambda \to c^{2}}:

arriba:
(elipsoide, rojo),
(1as hipérb., azul),
(1as hipérb., azul),
(2as hipérb., magenta)
abajo: superficies límite entre los tipos

A medida que el parámetro {\displaystyle \lambda } se acerca al valor {\displaystyle c^{2}} por abajo, el elipsoide límite es infinitamente plano, o más precisamente es el área del plano x-y que consiste en la elipse
{\displaystyle E:{\frac {x^{2}}{a^{2}-c^{2}}}+{\frac {y^{2}}{b^{2}-c^{2}}}=1}
y su interior doblemente recubierto (en el diagrama: abajo, a la izquierda, rojo).
Cuando {\displaystyle \lambda } se acerca a {\displaystyle c^{2}} por arriba, el hiperboloide límite de una hoja es infinitamente plano, o más precisamente es el área del plano x-y que consiste en la misma elipse {\displaystyle E} y su exterior doblemente recubierto (en el diagrama: abajo, a la izquierda, azul).
Las dos superficies límite tienen en común los puntos de la elipse {\displaystyle E}.
Superficies límite para {\displaystyle \lambda \to b^{2}}:
De manera similar, cuando {\displaystyle \lambda } se acerca a {\displaystyle b^{2}} por arriba y por abajo, los respectivos hiperboloides límite (en el diagrama: abajo, derecha, azul y morado) tienen la hipérbola
{\displaystyle H:\ {\frac {x^{2}}{a^{2}-b^{2}}}+{\frac {z^{2}}{c^{2}-b^{2}}}=1}
en común.
Curvas focales:
Los focos de la elipse {\displaystyle E} son los vértices de la hipérbola {\displaystyle H} y viceversa. Entonces, {\displaystyle E} y {\displaystyle H} son un par de cónicas focales.
Inversa: debido a que cualquier cuádrica del pincel de cuádricas confocales determinada por {\displaystyle a,b,c} se puede construir mediante el método de alfileres y cuerdas (véase elipsoide), las cónicas focales {\displaystyle E,H} desempeñan el papel de infinitos focos y se denominan curvas focales del pincel de cuádricas confocales.

### Sistema ortogonal triple
De manera análoga al caso de elipses/hipérbolas confocales,
Cualquier punto {\displaystyle (x_{0},y_{0},z_{0})\in \mathbb {R} ^{3}} con {\displaystyle x_{0}\neq 0,\;y_{0}\neq 0,\;z_{0}\neq 0} se encuentra en exactamente una superficie de cualquiera de los tres tipos de cuádricas confocales.
Las tres cuádricas que pasan por un punto {\displaystyle (x_{0},y_{0},z_{0})} se cruzan allí ortogonalmente (véanse los enlaces externos).

Ejemplo para la función

Demostración de la existencia y unicidad de tres cuádricas a través de un punto:

Para un punto {\displaystyle (x_{0},y_{0},z_{0})} con {\displaystyle x_{0}\neq 0,y_{0}\neq 0,z_{0}\neq 0} sea
{\displaystyle f(\lambda )={\frac {x_{0}^{2}}{a^{2}-\lambda }}+{\frac {y_{0}^{2}}{b^{2}-\lambda }}+{\frac {z_{0}^{2}}{c^{2}-\lambda }}-1}.
Esta función tiene tres asíntotas verticales {\displaystyle c^{2}<b^{2}<a^{2}} y es en cualquiera de los intervalos abiertos {\displaystyle (-\infty ,c^{2}),\;(c^{2},b^{2}),\;(b^{2},a^{2}),\;(a^{2},\infty )} una función continua y monótona. Del comportamiento de la función cerca de sus asíntotas verticales y de {\displaystyle \lambda \to \pm \infty } se deduce que (véase el diagrama):

La función {\displaystyle f} tiene exactamente 3 ceros {\displaystyle \lambda _{1},\lambda _{2},\lambda _{3}} con {\displaystyle {\color {red}\lambda _{1}}<c^{2}<{\color {red}\lambda _{2}}<b^{2}<{\color {red}\lambda _{3}}<a^{2}\ .}
Demostración de la ortogonalidad de las superficies:

Usando los pinceles de funciones.
{\displaystyle F_{\lambda }(x,y,z)={\frac {x^{2}}{a^{2}-\lambda }}+{\frac {y^{2}}{b^{2}-\lambda }}+{\frac {z^{2}}{c^{2}-\lambda }}}
con el parámetro {\displaystyle \lambda }, las cuádricas confocales pueden ser descritas por {\displaystyle F_{\lambda }(x,y,z)=1}. Para dos cuádricas cualesquiera que se intersequen con {\displaystyle F_{\lambda _{i}}(x,y,z)=1,\;F_{\lambda _{k}}(x,y,z)=1} se llega a un punto común {\displaystyle (x,y,z)}
{\displaystyle 0=F_{\lambda _{i}}(x,y,z)-F_{\lambda _{k}}(x,y,z)=\dotsb }
{\displaystyle \ =(\lambda _{i}-\lambda _{k})\left({\frac {x^{2}}{(a^{2}-\lambda _{i})(a^{2}-\lambda _{k})}}+{\frac {y^{2}}{(b^{2}-\lambda _{i})(b^{2}-\lambda _{k})}}+{\frac {z^{2}}{(c^{2}-\lambda _{i})(c^{2}-\lambda _{k})}}\right)\ .}
De esta ecuación se obtiene el producto escalar de los gradientes en un punto común
{\displaystyle \ =(\lambda _{i}-\lambda _{k})\left({\frac {x^{2}}{(a^{2}-\lambda _{i})(a^{2}-\lambda _{k})}}+{\frac {y^{2}}{(b^{2}-\lambda _{i})(b^{2}-\lambda _{k})}}+{\frac {z^{2}}{(c^{2}-\lambda _{i})(c^{2}-\lambda _{k})}}\right)\ .}
lo que demuestra la ortogonalidad.
Aplicaciones:

Elipsoide con líneas de curvatura como curvas de intersección con hiperboloides confocales

Debido al teorema de Dupin en sistemas de superficies ortogonales triples, la curva de intersección de dos cuádricas confocales cualesquiera es una línea de curvatura. De manera análoga a las coordenadas elípticas planas, existen las coordenadas elipsoidales.
En física, los elipsoides confocales aparecen como superficies equipotenciales de un elipsoide cargado.

## Teorema de Ivory

Teorema de Ivory

El teorema de Ivory (o lema de Ivory), que lleva el nombre del matemático y astrónomo escocés James Ivory (1765-1842), es una declaración sobre las diagonales de un rectángulo neto, un cuadrilátero formado por curvas ortogonales:
Para cualquier rectángulo neto, que está formado por dos elipses confocales y dos hipérbolas confocales con los mismos focos, las diagonales tienen la misma longitud (véase el diagrama).
Puntos de intersección de una elipse y de una hipérbola confocales:

Sea {\displaystyle E(a)} la elipse con los focos {\displaystyle F_{1}=(c,0),\;F_{2}=(-c,0)} y la ecuación
{\displaystyle {\frac {x^{2}}{a^{2}}}+{\frac {y^{2}}{a^{2}-c^{2}}}=1\,\quad a>c>0\ }
y {\displaystyle H(u)} la hipérbola confocal con ecuación
{\displaystyle {\frac {x^{2}}{u^{2}}}+{\frac {y^{2}}{u^{2}-c^{2}}}=1\,\quad c>u\ .}
Calculando los puntos de intersección de {\displaystyle E(a)} y {\displaystyle H(u)} se obtienen los cuatro puntos:
{\displaystyle \left(\pm {\frac {au}{c}},\;\pm {\frac {\sqrt {(a^{2}-c^{2})(c^{2}-u^{2})}}{c}}\right)}
Diagonales de un rectángulo neto:

Para simplificar el cálculo, sea {\displaystyle c=1} sin pérdida de generalidad (cualquier otra red confocal se puede obtener mediante escalado uniforme) y entre las cuatro intersecciones entre una elipse y una hipérbola elíjase aquella situada en el cuadrante positivo (otras combinaciones de signos dan el mismo resultado después de un cálculo análogo).
Sean {\displaystyle E(a_{1}),E(a_{2})} dos elipses confocales y {\displaystyle H(u_{1}),H(u_{2})} dos hipérbolas confocales con los mismos focos. Las diagonales de los cuatro puntos del rectángulo neto formado por los puntos
{\displaystyle {\begin{aligned}P_{11}&=\left(a_{1}u_{1},\;{\sqrt {(a_{1}^{2}-1)(1-u_{1}^{2})}}\right),&P_{22}&=\left(a_{2}u_{2},\;{\sqrt {(a_{2}^{2}-1)(1-u_{2}^{2})}}\right),\\[5mu]P_{12}&=\left(a_{1}u_{2},\;{\sqrt {(a_{1}^{2}-1)(1-u_{2}^{2})}}\right),&P_{21}&=\left(a_{2}u_{1},\;{\sqrt {(a_{2}^{2}-1)(1-u_{1}^{2})}}\right)\end{aligned}}}
son:
{\displaystyle {\begin{aligned}|P_{11}P_{22}|^{2}&=(a_{2}u_{2}-a_{1}u_{1})^{2}+\left({\sqrt {(a_{2}^{2}-1)(1-u_{2}^{2})}}-{\sqrt {(a_{1}^{2}-1)(1-u_{1}^{2})}}\right)^{2}\\[5mu]&=a_{1}^{2}+a_{2}^{2}+u_{1}^{2}+u_{2}^{2}-2\left(1+a_{1}a_{2}u_{1}u_{2}+{\sqrt {(a_{1}^{2}-1)(a_{2}^{2}-1)(1-u_{1}^{2})(1-u_{2}^{2})}}\right)\end{aligned}}}
La última expresión es invariante bajo el intercambio de {\displaystyle u_{1}\leftrightarrow u_{2}}. Precisamente este intercambio conduce a {\displaystyle |P_{1\color {red}2}P_{2\color {red}1}|^{2}}. Por lo tanto, {\displaystyle |P_{11}P_{22}|=|P_{12}P_{21}|}
La demostración de la afirmación de las parábolas confocales es un cálculo simple.
Ivory incluso demostró la versión tridimensional de su teorema (s. Blaschke, p. 111):
Para un cuboide rectangular tridimensional formado por cuádricas confocales, las diagonales que conectan puntos opuestos tienen la misma longitud.